# Эфиальт (противник Македонии)
Эфиальт (др.-греч. Ἐφιάλτης; погиб в 334 до н. э.) — афинский политик и военачальник на службе у персов во второй половине IV века до н. э., противник Македонии.

## Биография
О происхождении Эфиальта античные источники ничего не сообщают. По предположению британского исследователя Д. Хейла, тот мог быть выходцем из рода одноимённого политика V века до н. э. Согласно свидетельству Диодора Сицилийского, Эфиальт являлся человеком «мужественным и физически сильным». Он был известен как один из самых популярных ораторов в Афинах и решительный сторонник антимакедонской партии. В 341/340 годах до н. э. Эфиальт находился в составе посольства, направленного к персидскому царю Артаксерксу III, и тайно получил от него деньги. По утверждению Псевдо-Плутарха, их Эфиальт передал ряду политиков (в том числе Демосфену и Гипериду), чтобы те предпринимали все усилия по разжиганию вражды по отношению к македонскому правителю Филиппу II.
В 335 году до н. э., после падения Фив, Александр Македонский потребовал у афинян выдачи Эфиальта вместе с другими противниками Македонии. Согласно Арриану, Александр объявил прибывшему к нему посольству, что именно названные им люди являются виновниками постигшего город бедствия у Херонеи, пренебрежительного отношения к македонским царям и отпадения фиванцев. Однако, по Плутарху, афиняне, убеждаемые Демосфеном не выдавать «своих сторожевых собак волкам», не решались пойти на такие условия, и Александр, благодаря заступничеству Демада, согласился на помилование названных им лиц. Согласно же Арриану, Александр Македонский «из уважения ли к городу, или потому, что он занят был походом в Азию и не хотел оставлять по себе у эллинов ничего, что заставляло бы держаться настороже» согласился смягчить свои требования и настоял только на изгнании Харидема.
Тем не менее Эфиальт вынужден был оставить Афины и отправиться в Азию. Вместе с Мемноном и некоторыми другими эллинами в 334 году до н. э. он принимал участие на стороне персов в обороне Галикарнаса от македонской армии. Во главе двух тысяч отборных наёмников Эфиальт совершил вылазку, в ходе которой удалось сжечь осадные орудия. Сам Эфиальт убил в рукопашной схватке многих врагов. Однако затем получившие подкрепления македоняне смогли переломить ход сражения и оттеснить своих врагов обратно в город. Эфиальт при этом был убит.